# 闻氏宗祠
闻氏宗祠位于中国浙江省宁波市海曙区古林镇蜃蛟村闻江岸自然村西部，清代建筑，部分为民国时期改建，建筑坐北朝南，为合院式结构，由男女两祠构成，男祠前进为门厅，后进为大殿，厢房位于天井两侧，女祠（包括孤寡祠）位于西北角，2010年9月公布为鄞州区文物保护单位，2018年12月28日因行政区划调整公布为海曙区文物保护单位。